# Catacantha
Catacantha este un gen de molii din familia Saturniidae. 

## Specii
- Catacantha evitae Brechlin & Meister & van Schayck, 2010
- Catacantha ferruginea (Draudt, 1929)
- Catacantha juliae Brechlin & Meister & van Schayck, 2010
- Catacantha latifasciata Bouvier, 1930
- Catacantha nataliae Brechlin & Meister & van Schayck, 2010
- Catacantha obliqua Bouvier, 1930
- Catacantha oculata (Schaus, 1921)
- Catacantha siriae Brechlin & Meister & van Schayck, 2010
- Catacantha sofiae Brechlin & Meister & van Schayck, 2010
- Catacantha stramentalis (Draudt, 1929)
- Catacantha tabeae Brechlin & Meister & van Schayck, 2010